# Neon City
Neon City (br:Expresso para Neon City) é um filme realizado em coprodução por Estados Unidos e Canadá, do ano de 1991, dos gêneros ficção científica e ação, dirigido por Monte Markham.

## Enredo
Finalmente, no ano de 2053, a humanidade conseguiu destruir as condições de vida no planeta através do descaso com o meio ambiente e a poluição. A chuva ácida e as radiações solares atinjiram um nível em que toda a vida esta ameaçada. Devido a essas condições surgiram os mutantes que, vagam pela paisagem desolada em busca de presas para sua ânsia assassina. Em meio a esse pesadelo, um grupo de sobreviventes forma um comboio para tentar alcançar um local onde ainda reina a paz e segurança chamado de Neon City. Na busca por esse refúgio terão de lutar contra os mutantes, sempre atentos à novas vítimas e, o meio ambiente hostil que não perdoa o menor descuido.

## Elenco
| Nome                     | Personagem          |
| ------------------------ | ------------------- |
| Michael Ironside         | Harry M. Stark      |
| Vanity                   | Reno                |
| Lyle Alzado              | Bulk                |
| Valerie Wildman          | Sandy Randall       |
| Nick Klar                | Dr. Tom             |
| Juliet Landau            | Twink Talaman       |
| Arsenio 'Sonny' Trinidad | Wing                |
| Richard Sanders          | Dickie Devine       |
| Monte Markham            | Capitão Raymond     |
| Jesse Bennett            | Capitão Jenkins     |
| Curley Green             | Expedidor           |
| Jeffrey Olson            | Doutor de Jericho   |
| Anthony Leger            | Gary                |
| John Perryman            | Guarda de Jericho   |
| Donna Todd               | Annie               |
| Russ McGinn              | Deimer              |
| Nancy Borgenicht         | Aria                |
| Marcia Dangerfield       | Beth                |
| John Daryl               | Sargento na mesa    |
| Oscar Howland            | Homem vélho         |
| Lego Louis               | Guarda de imigração |
| Wayne Brennan            | Doutor de Neon      |
| Micaela Nelligan         | Nancy               |
| T.J. Lowther             | Timmy               |
| Richard Stay             | Homem jóvem         |
| Dave Blackwell           | Pai de Twink        |

## Outros nomes do filme
| Nome                       | País(es)         |
| -------------------------- | ---------------- |
| Neon City                  | França / Hungria |
| Anno 2053 - la grande fuga | Itália           |
| Pahuuden kaupunki          | Finlândia        |